# 劉悅 (弘治進士)
劉悅（1468年—？），字以貞，湖廣荊州府江陵縣人，民籍，明朝政治人物。

## 生平
湖廣鄉試第四十六名舉人。弘治十五年（1502年）中式壬戌科會試第一百二十六名，二甲第三十四名進士。

## 家族
曾祖劉永；祖父劉濬，贈刑科給事中；父劉懋，按察司僉事。母李氏（封孺人）。慈侍下。